# عمر لوبيز غوزمان
عمر لوبيز غوزمان (بالإسبانية: Omar López Guzmán)‏ هو لاعب كرة قدم مكسيكي، ولد في 27 يونيو 1989.